# Gerald Sandu
Gerald Sandu (* 17. Juli 1986 in Rumänien) ist ein ehemaliger deutscher Handballspieler.

## Karriere

### Verein
Sandu begann das Handballspielen im Alter von 7 Jahren beim TB Neuffen. Über den TSV Owen kam Sandu nach Neuhausen, für die er in der A-Jugend spielte und mit dem er baden-württembergischer Meister und süddeutscher Vizemeister wurde. Mit dem TV Kirchzell spielte Sandu in der 2. Handball-Bundesliga und wechselte im Jahr 2010 zur HSG Wetzlar um ein Jahr unter dem Trainer Michael Roth in der Handball-Bundesliga zu spielen. Aus familiären und beruflichen Gründen wechselte Sandu 2011 zur SG Köndringen/Teningen in die 3. Handball-Bundesliga, für die er bis zu seinem Karriereende 2016 spielte.

### Bundesligabilanz
| Saison  | Verein      | Spielklasse | Spiele | Tore | 7-Meter | Feldtore |
| ------- | ----------- | ----------- | ------ | ---- | ------- | -------- |
| 2010/11 | HSG Wetzlar | Bundesliga  | 8      | 4    | 0       | 4        |

Quelle: Bericht der Badischen Zeitung

## Privates
Sandu ist Marketing-Kaufmann und vertreibt als Geschäftsführer seine eigene Gin Marke neeka.